# 休战 (小说)
《休战》（La tregua）是乌拉圭作家马里奥·贝内德蒂创作的一部小说。其叙述了马丁-桑托梅的生活，他是一个即将退休的鳏夫，疯狂地爱上了他的同事。
这部小说写于1959年，背景是蒙得维的亚（乌拉圭）。

## 叙事结构
整部小说以主人公 马丁-桑托梅 的日记的形式写成的。他在书中讲述了，他作为一个即将退休的鳏夫的一段生活经历，以及与同事阿维兰达恋爱的故事。
小说以乌拉圭的蒙得维市为故事发生地。故事从1958年2月11日星期一进行至1959年2月28日星期五。马丁-桑托梅是一个49岁的鳏夫，即将退休。他对工作十分痴迷，他与三个长大的孩子——布兰卡、海梅和史蒂芬的关系不是很好。马丁开始与劳拉-阿维兰达（Laura Avellaneda）发生关系，她是一个24岁的姑娘，而后加入了马丁的公司。
渐渐地，他们的感情发展得愈发深入，而后他们一起住在马丁专门为他们二人租的公寓里。正如马丁在日记中所表达的一样，这段恋情之间所触及的不仅仅是性，还建立了爱情。一段时间后，桑托梅决定向劳拉求婚，但这个想法因她突然离开公司而被打断：她得了流感。在故事的这一阶段，马丁的日记条目变得混乱而细碎。
最终，劳拉死了，这就是为什么日记不像以前那样不断地写下去。而后，马丁记录了他在劳拉死后的生活：他回到了单调的工作中，回到了老年的孤独中。这个人物在故事结束前的最后反思是——他的生活注定是单调和孤独的，上帝为他安排了这种可悲的存在，尽管他在死前被上帝安排了与劳拉之间的休战，让他暂时感受到生命的存在与美好，但他迟早会回到他的常规生活，回到他的真实生活。

## 角色介绍

### 马丁-桑托梅
书中的主角是一个49岁的成熟男人，一个已然白发的公务员。临近退休时，50岁的他爱上了他的同事劳拉-阿维兰达，与她过着愉快而浪漫的生活，那是他重新获得幸福的时刻。但在他的爱人死后，他得出结论，上帝给了他一个 "休战"，一个短暂的幸福期。在小说的过程中，马丁与他的孩子埃斯特万和布兰卡建立了 "良好 "的关系，尽管他没有找到儿子海梅并与之和解。

### 劳拉-阿维兰达
一个24岁的女孩来到桑托梅提供的工作岗位，并在一段时间后爱上了他。她很自信（但同时也很紧张），在她周围的世界里，她爱上了马丁，而不在乎后果、年龄差异或和人们的议论。他们过着短暂而幸福的浪漫生活。她把马丁的感情放在一边，把自己的感情放在一边，并把自己认真地交付给他。

### 布兰卡
马丁-桑托梅的女儿，她与迭戈有一种感情上的联系，当她遇到劳拉时，他们成为亲密的朋友。与她的两个兄弟相比，她与父亲的关系很好。

### 海梅
他是马丁-桑托梅最小的儿子，经常与他的父亲和他的哥哥埃斯特万争吵。后来家人发现他是同性恋，他离家出走，留下了对他父亲充满恨意的字条，尽管他是和父亲相处得最好的儿子。正是他首先发现了他父亲和劳拉-阿维兰达之间的关系。

### 史蒂芬
马丁-桑托梅的儿子，他也与父亲和弟弟海梅争吵，与父亲关系疏远，只有当他生病时，父亲才会到他的房间看他。他与父亲的关系并不那么密切，但即便如此，他也是与父亲谈论最多退休问题的人。

### 伊莎贝尔
她是马丁-桑托梅的妻子，直到她去世时（在生海梅的时候，她患了子痫病，几小时后去世），留下马丁一个人。他一直记得她，并将她与他的新妻子劳拉-阿维兰达相提并论。她与马丁-桑托梅的关系更为热烈。

## 电影改编

### 1974年 阿根廷电影
这部小说有一个在阿根廷拍摄的电影版本，由艾达-博特尼克和塞尔吉奥-雷南编剧，并由后者导演。这部电影于1974年8月1日上映，由Héctor Alterio和Ana María Picchio担任主演。该片获得了1975年奥斯卡 "最佳外语片 "的提名。

### 2003年 墨西哥电影
2003年，此书又经历了一次改编，这次是由墨西哥人阿方索-罗萨斯-普里埃戈（Alfonso Rosas Priego）导演。该片于2003年10月24日上映，由冈萨罗-维加和阿德里亚娜-丰塞卡担任主角。这是一个改编作品，因为故事的背景是韦拉克鲁斯港（墨西哥）。